# Triatlón en los Juegos Paralímpicos
El triatlón adaptado fue incluido en los Juegos Paralímpicos de Verano desde la decimoquinta edición que se celebró en Río de Janeiro (Brasil) en 2016.

## Ediciones
| N.º | Año  | Sede           | País    |
| --- | ---- | -------------- | ------- |
| I   | 2016 | Río de Janeiro | Brasil  |
| II  | 2020 | Tokio          | Japón   |
| III | 2024 | París          | Francia |

## Medallero histórico
- Actualizado hasta París 2024.[2]

| Núm. | País                 | Oro | Plata | Bronce | Total |
| ---- | -------------------- | --- | ----- | ------ | ----- |
| 1    | Estados Unidos (USA) | 8   | 6     | 3      | 17    |
| 2    | Reino Unido (GBR)    | 4   | 4     | 4      | 12    |
| 3    | España (ESP)         | 3   | 2     | 4      | 9     |
| 4    | Francia (FRA)        | 3   | 1     | 3      | 7     |
| 5    | Países Bajos (NED)   | 3   | 1     | 2      | 6     |
| 6    | Alemania (GER)       | 2   | 1     | 2      | 5     |
| 7    | Australia (AUS)      | 2   | 1     | 0      | 3     |
| 8    | Italia (ITA)         | 0   | 4     | 3      | 7     |
| 9    | Austria (AUT)        | 0   | 2     | 0      | 2     |
| 10   | Canadá (CAN)         | 0   | 1     | 2      | 3     |
| 11   | Japón (JPN)          | 0   | 1     | 1      | 2     |
| 12   | Brasil (BRA)         | 0   | 1     | 0      | 1     |
| 13   | Marruecos (MAR)      | 0   | 0     | 1      | 1     |
|      | TOTAL                | 25  | 25    | 25     | 75    |